# Grand Prix-seizoen 1908
Het Grand Prix-seizoen 1908 was het derde Grand Prix-jaar met een Grande Épreuve. Het seizoen begon op 18 mei en eindigde op 26 november na één Grande Épreuve en zes andere races.

## Kalender

### Grandes Épreuves
| Ronde | Datum  | Grand Prix | Circuit | Winnaar                  | Constructeur | Verslag |
| ----- | ------ | ---------- | ------- | ------------------------ | ------------ | ------- |
| 1     | 7 juli | Frankrijk  | Dieppe  | Christian Lautenschlager | Mercedes     | verslag |

### Andere races
| Datum       | Land             | Racenaam               | Circuit        | Winnaar          | Constructeur     | Verslag |
| ----------- | ---------------- | ---------------------- | -------------- | ---------------- | ---------------- | ------- |
| 18 mei      | Italië           | Targa Florio           | Madonie        | Vincenzo Trucco  | Isotta Fraschini | verslag |
| 1 juni      | Rusland          | Sint-Petersburg-Moskou | Publieke wegen | Victor Hémery    | Benz             | verslag |
| 6 september | Italië           | Coppa Florio           | Bologna        | Felice Nazzaro   | Fiat             | verslag |
| 7 september | Italië           | Targa Bologna          | Bologna        | Jean Porporato   | Berliet          | verslag |
| 24 oktober  | Verenigde Staten | Vanderbilt Cup         | Long Island    | George Robertson | Locomobile       | verslag |
| 26 november | Verenigde Staten | American Grand Prize   | Savannah       | Louis Wagner     | Fiat             | verslag |

1894 · 1895 · 1896 · 1897 · 1898 · 1899 · 1900 · 1901 · 1902 · 1903 · 1904 · 1905 · 1906 · 1907 · 1908 · 1909 · 1910 · 1911 · 1912 · 1913 · 1914 · 1915 · 1916 · Eerste Wereldoorlog · 1919 · 1920 · 1921 · 1922 · 1923 · 1924 · 1925 · 1926 · 1927 · 1928 · 1929 · 1930 · 1931 · 1932 · 1933 · 1934 · 1935 · 1936 · 1937 · 1938 · 1939 · 1940-1945 (Tweede Wereldoorlog) · 1946 · 1947 · 1948 · 1949 
 Lijst van Grand Prix-wedstrijden voor 1950